# Alberto Antonio de Schwarzburgo-Rudolstadt
Alberto Antonio de Schwarzburgo-Rudolstadt (Rudolstadt, 2 de marzo de 1641-ibidem, 15 de diciembre de 1710) fue el conde reinante de Schwarzburgo-Rudolstadt desde 1662 hasta 1710. Fue elevado a príncipe imperial en 1697, sin embargo, eligió no aceptar esta elevación. En 1710, fue elevado de nuevo, y esta vez aceptó.

## Biografía
Alberto Antonio era el hijo del conde Luis Gunter I y su esposa, Emilia de Oldemburgo-Delmenhorst. Su esposa fue la famosa poetisa y compositora de himnos Emilia Juliana, nacida condesa de Barby-Mühlingen, con quien contrajo matrimonio en 1665.
Alberto Antonio fue tenido en gran estima por el emperador José I. En 1705, fue elegido comisario imperial con la tarea de organizar el homenaje al emperador en las ciudades imperiales de Mühlhausen y Goslar. Se acuñaron dos monedas conmemorativas para esta ocasión.
En 1697, fue elevado al rango de príncipe imperial y el condado de Schwarzburgo-Rudolstadt fue elevado a principado. Sin embargo, eligió no aceptar este ascenso. Su principal razón era su modestia religiosa, centrada en la piedad, que se acentuó con la muerte repentina de su hermana favorita, Ludmila Isabel. También quería evitar la confrontación con sus vecinos, los duques de la línea Ernestina de la Casa de Wettin, quienes se habían opuesto a esta elevación.
En 1710, la elevación fue reafirmada y esta vez, Alberto Antonio aceptó. No obstante, no publicó este ascenso y continuó utilizando el estilo conde de Schwarzburgo-Rudolstadt. Su hijo y sucesor, Luis Federico I, publicó la elevación en 1711, y empezó a utilizar el estilo príncipe de Schwarzburgo-Rudolstadt el 15 de abril de 1711.
Alberto Antonio era un amigo y promotor de las ciencias. Estuvo motivado por el deseo de desarrollar su país por cualquiera vía posible. Creó varias fundaciones caritativas con el propósito de facilitar el acceso al conocimiento científico.
Murió el 15 de diciembre de 1710 en Rudolstadt, y fue sucedido por su hijo, Luis Federico I.